# Khí hiếm

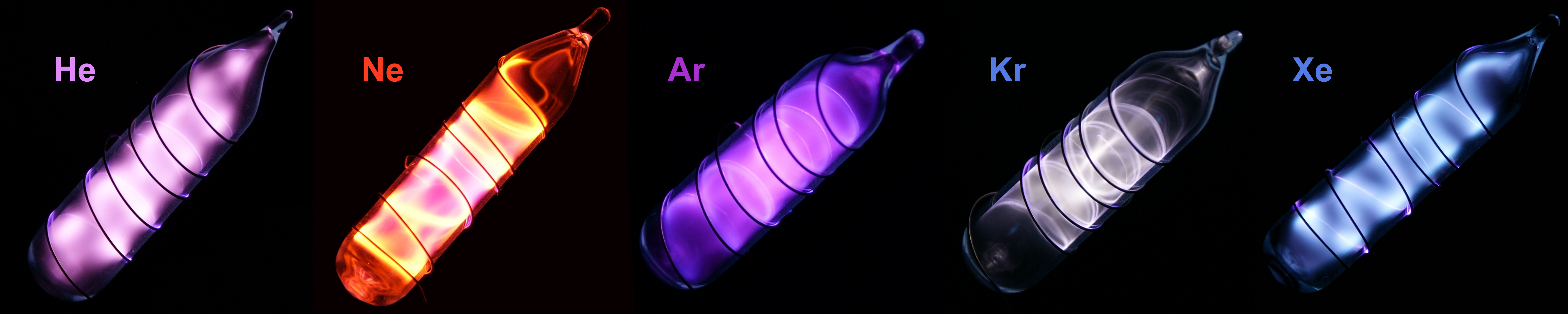
Quang phổ vạch phát ra từ các loại khí hiếm

Khí hiếm hay khí trơ (Tiếng Anh: noble gas) là nhóm các nguyên tố hóa học trong nhóm nguyên tố số 18, (trước đây gọi là nhóm 0), có số electron lớp ngoài cùng là 8 trong bảng tuần hoàn. Chuỗi nguyên tố hóa học này chứa heli, neon, argon, krypton, xenon, radon và oganesson (có thể không phải khí hiếm) Ngoài ra, flerovi nhóm 14 cũng thể hiện các đặc điểm giống khí hiếm. Khí hiếm trước đây được gọi là khí trơ, nhưng thuật ngữ này không chính xác một cách chặt chẽ do các nguyên tố này cũng có tham gia vào một số phản ứng hóa học nhất định. Thuật ngữ khí hiếm cũng là một tên gọi chưa chính xác, do trên thực tế, ví dụ, argon trong tự nhiên tồn tại ở một phần đáng kể (0,93% theo thể tích hay 1,29% theo khối lượng) của khí quyển Trái Đất. Tên gọi khí quý chỉ tới danh nghĩa 'quý tộc' vì những nguyên tố trong nhóm này không tham gia vào những phản ứng hóa học với các loại nguyên tố khác ngoại tộc, được so sánh như các vị quý tộc không nối dòng với bình dân. Mà cũng có lẽ là có liên quan tới các kim loại quý kém hoạt động hóa học, chúng được gọi như thế là do sự quý báu, khả năng chống ăn mòn cao và có một sự gắn kết lâu dài với tầng lớp quý tộc, nhưng các khí quý thì không thấy có liên quan gì đến các yếu tố đã nói như kim loại quý, ngoại trừ một số trong chúng là đắt tiền. Như vậy, trên thực tế cả ba tên gọi đều không thực sự chặt chẽ và không phản ánh đầy đủ các tính chất hóa-lý hay lịch sử của nhóm các nguyên tố này.
Do độ hoạt động hóa học cực kỳ yếu của chúng, các khí hiếm đã không được phát hiện cho đến tận năm 1868, khi heli được phát hiện ra trong quang phổ của Mặt trời. Trên Trái Đất, mãi đến năm 1895 thì người ta mới cô lập được heli. Các khí hiếm có các lực tương tác nội nguyên tử cực kỳ yếu, kết quả là chúng có điểm nóng chảy và điểm sôi rất thấp. Điều này giải thích tại sao tất cả chúng đều ở dạng khí trong các điều kiện bình thường, thậm chí ngay cả các nguyên tố có nguyên tử lượng lớn hơn so với nhiều chất rắn thông thường khác.
Bảng tuần hoàn chứa một ô trống phía dưới radon, với số nguyên tử bằng 118. Điều này gián tiếp chỉ ra sự tồn tại, mặc dù có thể chu kỳ tồn tại rất ngắn, của một nguyên tố khí hiếm vẫn chưa được phát hiện ra, mà hiện nay người ta đặt tên là oganesson.
Dù các khí hiếm nói chung là không hoạt động hóa học, nhưng trong một số điều kiện cụ thể thì chúng vẫn tạo ra các hợp chất (hợp chất của khí hiếm).
Khí hiếm không phải là tên gọi riêng cho nhóm nguyên tố 18 vì oganesson thực tế có thể không phải là khí hiếm, trong khi flerovi (nhóm nguyên tố 14) lại là một khí hiếm.

## Thuộc tính vật lý
| Số proton | Tên nguyên tố | Tỷ trọng | Nguyên tử khối | Điểm nóng chảy (°C) | Điểm sôi (°C) |
| --------- | ------------- | -------- | -------------- | ------------------- | ------------- |
| 2         | Heli          | 0,1786   | 4,00           | −272,00             | −268,83       |
| 10        | Neon          | 0,9002   | 20,20          | −248,52             | −245,92       |
| 18        | Argon         | 1,7818   | 39,90          | −189,60             | −185,81       |
| 36        | Krypton       | 3,708    | 82,92          | −157,00             | −151,70       |
| 54        | Xenon         | 5,851    | 130,20         | −111,50             | −106,60       |
| 86        | Radon         | 9,970    | 222,40         | −71,00              | −62,00        |
| 118       | Oganesson     | 172      | 294            | chưa biết           | chưa biết     |